# Gmina Windsor (Iowa)

Położenie Gminy Windsor w hrabstwie Fayette

Gmina Windsor (ang. Windsor Township) – gmina w USA, w stanie Iowa, w hrabstwie Fayette. Według danych z 2000 roku gmina miała 847 mieszkańców, a jej powierzchnia wynosi 93,92 km².